# 叶兰舫
叶兰舫（1864年—1937年），中国民国时期银行家，五四运动时期的天津商会会长，号召罢市。生于浙江金华，少年时代到天津钱庄学徒，1888年24岁独立创办“和盛益”银号。1910年与德国人冯·巴贝合作，筹集白银4000万两，创办“北洋保商银行”（Commercial Guarantee Bank of china），为中方经理。银行除经营存放款业务外，还有权利单独发行货币。1918年第一次世界大战德国战败，冯·巴贝撤资归国，有关手续全部移交给叶兰舫，北洋保商银行成为中国首家华人独资的私营银行。行址设在今天津解放北路52号（原法租界），为砖木结构二层西式楼房，现保存完好。